# Ernst Melms
Ernst Karl Wilhelm Melms (* 1. Februar 1831 in Ungnade; † 2. Juni 1913) war ein preußischer Generalleutnant.

## Leben
Er war der Sohn des Rittergutsbesitzers Christian Melms. Nach seiner Erziehung im elterlichen Hause sowie dem Besuch des Gymnasiums in Stralsund, das Melms mit dem Abitur abschloss, trat er am 1. November 1850 als Dreijährig-Freiwilliger in das 2. Infanterie-(Königs-)Regiment der Preußischen Armee ein. Er avancierte bis Mitte Februar 1853 zum Sekondeleutnant und war zu Ausbildungszwecken von April bis November 1855 zum Lehr-Infanterie-Bataillon kommandiert. Am 14. Februar 1858 wurde Melms in das 38. Infanterie-Regiment (6. Reserve-Regiment) nach Frankfurt am Main versetzt und nach seiner Beförderung zum Premierleutnant von Ende September 1859 bis Ende März 1861 als Adjutant bei der Standortkommandantur verwendet. Von Anfang Juni 1864 bis Mitte Januar 1866 war er als Adjutant der 20. Infanterie-Brigade in Posen kommandiert. Anschließend trat Melms unter Beförderung zum Hauptmann in den Truppendienst zurück und nahm im folgenden Krieg gegen Österreich als Kompaniechef an den Schlachten bei Skalitz sowie Königgrätz teil.
Am 16. Oktober 1867 wurde Melms in das 3. Oberschlesische Infanterie-Regiment Nr. 62 versetzt und zugleich als Adjutant der 10. Division in Posen kommandiert. In dieser Eigenschaft nahm er im Herbst 1869 an der Generalstabsreise des V. Armee-Korps teil und wirkte bei Beginn des Krieges gegen Frankreich 1870 in den Schlachten bei Weißenburg und Wörth. Kurz vor dem Beginn der Belagerung von Paris wurde er unter Belassung in seinem Kommando in das 1. Hannoversche Infanterie-Regiment Nr. 74 versetzt und Ende Dezember 1870 zum überzähligen Major befördert.
Ausgezeichnet mit beiden Klassen des Eisernen Kreuzes und der Lippischen Militärverdienstmedaille wurde Melms nach dem Friedensschluss unter Entbindung von seinem Kommando bei der 10. Division am 24. Juni 1871 in das 2. Hanseatische Infanterie-Regiment Nr. 76 nach Hamburg versetzt. Ab Ende Dezember 1872 war er Kommandeur des Füsilier-Bataillons in Lübeck und rückte Ende September 1876 zum Oberstleutnant auf. Man beauftragte Melms am 22. März 1881 zunächst mit der Führung des neu aufgestellten Infanterie-Regiments Nr. 131, ernannte ihn am 14. Mai zum Kommandeur dieses Regiments und er avancierte am 16. September 1881 zum Oberst. Unter Beförderung zum Generalmajor schloss sich am 4. Dezember 1886 seine Versetzung als Kommandeur der 38. Infanterie-Brigade nach Hannover an. Aus Anlass der Thronbesteigung von Kaiser Friedrich III. erhielt er am 5. Mai 1888 den Roten Adlerorden II. Klasse mit Eichenlaub und Schwertern am Ringe. In Genehmigung seines Abschiedsgesuches wurde Melms am 13. November 1888 unter Verleihung des Charakters als Generalleutnant mit Pension zur Disposition gestellt.
Nach seiner Verabschiedung lebte er in Görlitz.